# Tinîste (Tinîste), Bahciîsarai
Tinîste (în ucraineană Тінисте) este localitatea de reședință a comunei Tinîste din raionul Bahciîsarai, Republica Autonomă Crimeea, Ucraina.

## Demografie
Componența lingvistică a localității Tinîste
     Rusă (64,29%)
     Tătară crimeeană (23,64%)
     Ucraineană (11,82%)
     Alte limbi (0,09%)
Conform recensământului din 2001, majoritatea populației localității Tinîste era vorbitoare de rusă (64,29%), existând în minoritate și vorbitori de tătară crimeeană (23,64%) și ucraineană (11,82%).